# Stealth (fly)
 Denne artikel bør gennemlæses af en person med fagkendskab for at sikre den faglige korrekthed.

 For alternative betydninger, se Stealth. (Se også artikler, som begynder med Stealth)
Stealthfly er en type fly, der bruger en teknologi, der gør det sværere at se dem på radar. Fly med denne teknologi blev anvendt i kamp første gang i Golfkrigen og over Irak. Grunden til, at de ikke kan ses på radar er, at lakeringen er lavet af et specielt materiale, der absorberer radarstråler. Flyets form er også ændret, således at bølgerne bliver splittet i stedet for at blive kastet tilbage. Radarstråler sendes ud i luften, og når de rammer noget, ryger strålerne tilbage, ligesom ekkolod hos flagermus. Men på grund af Stealthflyets vinkler bliver strålerne sendt et andet sted hen. Den eneste måde de kan blive set på, er når de affyrer deres missiler eller slår deres landingshjul ud. Fly, der i øjeblikket bruger denne teknologi er: B-2 Spirit og F-22- og F-35-serierne.